# Divadlo Barka
Divadlo Barka je otevřený kulturní prostor v Brně Králově Poli.
Divadlo má bezbariérový přístup na jeviště i do hlediště. Tato komorní divadelní scéna má za cíl být motivační prostor pro menšinové, integrované, amatérské, studentské a moderní kulturní aktivity. Tento ne příliš tradiční divadelní prostor s kapacitou 150 míst je provozován občanským sdružením Liga vozíčkářů. Zásadním rozdílem oproti většině divadel je fakt, že divadlo BARKA nemá svůj vlastní divadelní soubor, ale funguje jako poskytovatel zázemí a organizátor festivalů pro soubory, z čehož s některými divadlo spolupracuje na delší dobu.

## Historie

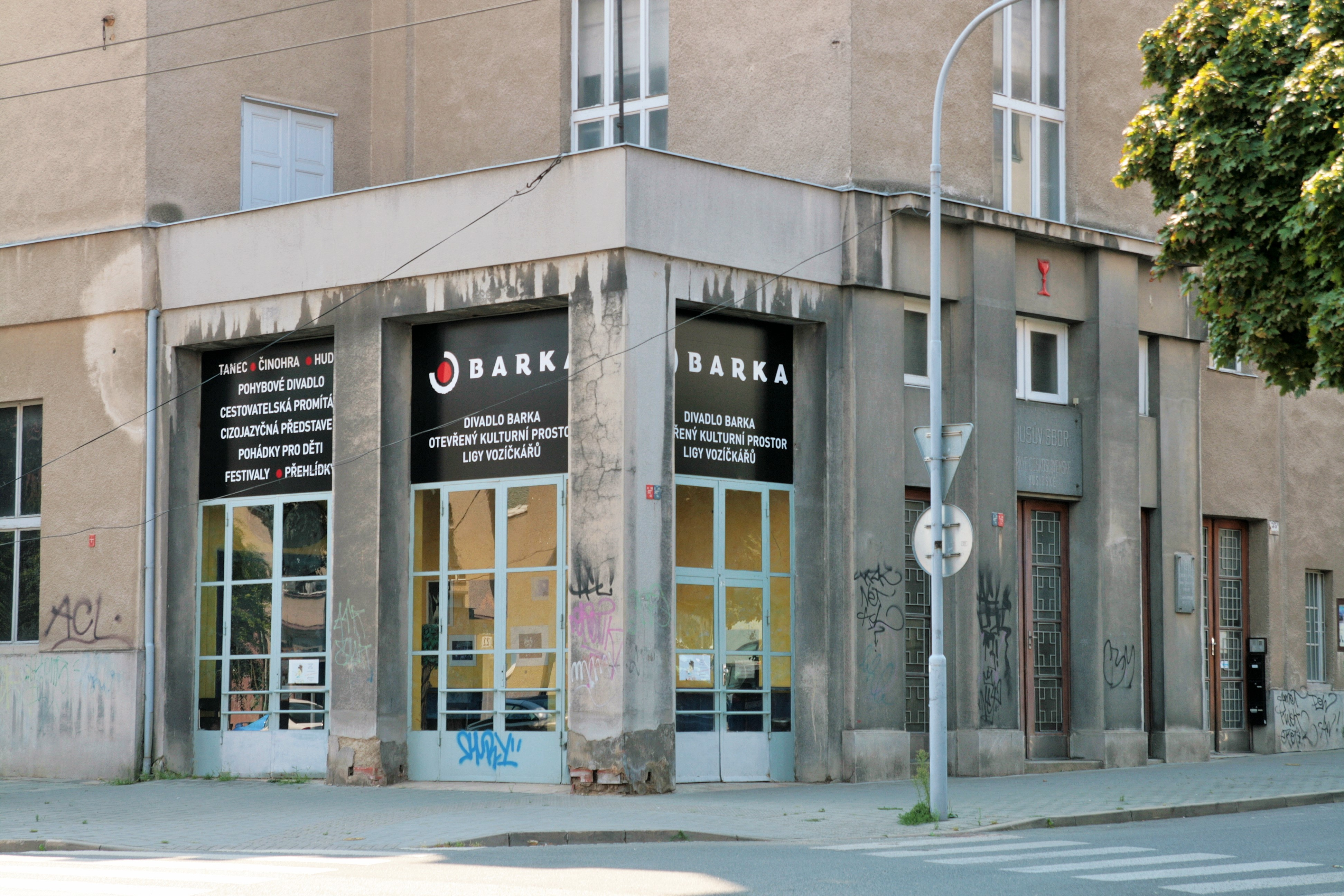
Divadlo Barka v Husově sboru Brno-Královo Pole

Historie divadelních prostor sahá až do roku 1924, kdy byl položen základní kámen budovy tehdy nově vzniklého Husova sboru Církve československé husitské. V roce 1925 byla budova dostavěna – v přízemí byl postaven jednoduchý divadelní sál a v prvním patře bohoslužebna s oltářem. Až do Druhé světové války byl divadelní prostor využíván sborem a fungovaly zde například církví organizované folklorní, taneční a ochotnické spolky. Následovala pauza ve využívání prostorů divadla, která trvala až do 60. let, kde zde zhruba 9 let fungovalo Operní studio pro studenty JAMU. Po roce 1970 nastal útlum aktivit v divadle. Během následujících let nastal požár, který měl za důsledek zásadní přestavbu divadelních prostor. Bylo zvětšeno pódium, vytvořeno orchestřiště, zvednuto hlediště a přistavěno zázemí – šatny, kostymérny a maskérny. V roce 1994 si divadlo pronajalo občanské sdružení s dnešním názvem Liga vozíčkářů a tak vzniká Bezbariérové divadlo BARKA. Komorní opera Hudební fakulty JAMU zde i poté stále uváděla svá představení a to až do roku 2012, v kterém bylo dostavěno Divadlo na Orlí, a do kterého byla tato představení přesunuta.

## Filosofie
Hlavním krédem a filozofií tohoto divadla je motivovat menšinové skupiny, zprostředkovávat setkání a spolupráci mezi postiženými a zdravými lidmi poskytnutím kvalitního zázemí pro tyto aktivity. Prostor pro různě pravidelné účinkování dostávají amatérské soubory, tanečníci, integrované soubory, studentská divadla i profesionální realizace, samotné divadlo nemá svůj vlastní profesionální soubor.

## Změna vizuální prezentace divadla
V říjnu 2014 v rámci oslav 20 let existence provedlo divadlo velké změny v rámci vizuální prezentace. Byl upraven název, logo a webové stránky. Webové stránky obsahující nové logo byly spuštěny po skončení 24. Erbovních slavnosti Králova Pole.

## Soubory
Soubory, se kterými divadlo dlouhodobě spolupracuje:
- Divadlo Járy Pokojského
- Cyranovy boty INTEGRA
- Filigrán
- SUUD